# 南太地產
南太地產股份有限公司，簡稱南太地產股份和南太地產（港譯：南太集團）（英語：Nam Tai Property Inc.，：NTP），在1975年，由創辦人顧明均，於總部香港設立，當時經營中國內地和全球電子行業，現時主要經營中國內地房地產開發行業，其現時總部位於深圳。
資產包括：南太云创谷、南太科技中心、南太创之谷和南太·珑玺。 
2

## 連結
- namtai.com （页面存档备份，存于）